# ديفيد دين شولمان
ديفيد دين شولمان (ولد في 13 يناير 1949 في واترلو بولاية آيوا) هو عالم في الدراسات الهندية وشاعر وناشط سلام إسرائيلي، وهو معروف بعمله في تاريخ الدين في جنوب الهند، وفي النظرية الشعرية الهندية، وإسلام الشعب التامِلي، وعلم اللغات الدرافيدية، والموسيقى الكارناتيكية. علاوة على كونه مجيدًا للغتين العبرية والإنجليزية، فقد أتقن اللغات السنسكريتية، والهندية والتاميلية، والتيلوغوية، ويقرأ باللغات اليونانية، والروسية، والفرنسية، والألمانية، والفارسية، والعربية، والماليالامية. كان بالسابق أستاذًا للدراسات الهندية والدين المقارن في الجامعة العبرية بالقدس، وأستاذًا في قسم الدراسات الهندية والإيرانية والأرمنية، وهو حاليًا حاصل على تعيين كأستاذ رينيه لانج للدراسات الإنسانية في الجامعة العبرية بالقدس. هو أيضًا عضو في أكاديمية إسرائيل للعلوم والإنسانيات منذ عام 1988.
شولمان أيضًا شاعر له قصائد منشورة باللغة العبرية، وناقد أدبي، وعالم أناسة ثقافية. ألّف أو شارك في تأليف أكثر من 20 كتابًا حول مواضيع مختلفة تتراوح بين أساطير المعابد وقصائد المعابد إلى المقالات التي تغطي النطاق الواسع للتاريخ الثقافي لجنوب الهند.
شولمان ناشط سلام وعضو مؤسس لحركة تعايش الفلسطينية الإسرائيلية المشتركة. في عام 2007، نشر كتاب «الأمل المظلم: العمل من أجل السلام في إسرائيل وفلسطين» الذي يختتم سنوات نشاطه التطوعي في الحركة. شولمان هو الفائز بجائزة إسرائيل لعام 2016، وقد أعلن أنه سوف يتبرع بجائزته البالغة 75000 شيكل لتعايش، المنظمة الإسرائيلية التي تقدم الدعم للسكان الفلسطينيين في منطقة الخليل.

## الحياة والعمل
في عام 1967، بعد تخرجه من مدرسة واترلو الثانوية، حصل شولمان على منحة استحقاق وطنية، وهاجر إلى إسرائيل، حيث التحق بالجامعة العبرية. تخرج في عام 1971 بدرجة البكالوريوس في التاريخ الإسلامي، حيث كان متخصصًا في اللغة العربية. استلهم اهتمامه بالدراسات الهندية في البداية من صديق، وهو المؤرخ الاقتصادي الإنجليزي دانييل سبيربر، وبعد ذلك كان عالم فقه اللغة والخبير في اللغات السامية، حاييم رابين. خدم في الجيش الإسرائيلي، واستُدعى للخدمة في الغزو الإسرائيلي للبنان في عام 1982: أثبتت المهارات الطبية التي تعلمها خلال خدمته في الجيش أنها مفيدة في علاج الفلسطينيين المصابين جراء عنف المستوطنين.
حصل على الدكتوراه في التاميلية والسنسكريتية، مع أطروحة عن «ميثولوجيا سايفا تالابورانام التاميلية»، في مدرسة الدراسات الشرقية والإفريقية بجامعة لندن (1972-1976) تحت إشراف جون أر مار، وقد تضمنت عملًا ميدانيًا في تاميل نادو. عُيِّن موجهًا، وبعد ذلك محاضرًا في قسم الدراسات الهندية والدين المقارن في الجامعة العبرية، وأصبح أستاذًا بشكل كامل في عام 1985. كان أحد الحاصلين على جائزة ماك آرثر، حيث كان تابعًا لبرنامج ماك آرثر فيلوز في الفترة منذ 1987 وحتى 1992. في عام 1988، انتُخِب عضوًا في أكاديمية إسرائيل للعلوم والإنسانيات. شغل منصب مدير معهد القدس للدراسات المتقدمة لمدة ست سنوات (1992-1998). يدعم شولمان بنشاط مكتبة كلاي السنسكريتية، التي يجهز لها، مع ييجال برونر، مجلدًا قادمًا.
شولمان متزوج من إيلين شولمان (اسمها قبل الزواج: إيلين لندمان) ولديه ثلاثة أبناء: إيفياتار، وميشل، وإدان.